# Sweet 7
Sweet 7(スウィート・セブン)とは、2010年3月5日にRoc NationとIsland Recordsからリリースされたイギリスのガールズグループ・シュガーベイブスの7枚目のスタジオアルバムである。アルバムの制作は2009年4月に始まった。Sweet 7は、2009年9月にケイシャ・ブキャナンが物議を醸した退団を受けて、ユーロビジョン・ソング・コンテスト2009のジェイド・イーウェンをフィーチャーした唯一のシュガーベイブスのアルバムである。グループのラインナップ変更の結果、Sweet 7は新メンバーのイーウェンのボーカルをフィーチャーするために再録音され、ブキャナンのボーカルは削除され、これは元のメンバーをフィーチャーしていない唯一のシュガーベイブスアルバムになった。
アルバムの制作は、英国で2位を記録したリードシングル「Get Sexy」にフィーチャーされたブキャナンの関与から始まった。彼女が去った後、「About a Girl」と「Wear My Kiss」はそれぞれ8位と7位でピークに達した。このアルバムは、主にJay-Zのエンターテインメント会社Roc Nationに所属するミュージシャンによって書かれ、プロデュースされた。Roc Nationの社内プロデューサーの関与により、アルバムは、フェルナンド・ガリベイ、スターゲイト、ザ・スミージントンズなど、当時人気のある音楽とプロデューサーから派生した強力なエレクトロとダンスポップサウンドを与えた。注目度の高いインプットにもかかわらず、Sweet 7は批評家から否定的な評価を受け、プロジェクトから識別可能なサウンドと魂の欠如、およびブキャナンの出発によるグループのアイデンティティの喪失を批判した。多くの人が、以前の作品から品質の大きな低下と考えた。
Sweet 7は英国で14位、アイルランドで35位を記録し、これらの国でこれまでに2番目に低いチャートアルバムとなった。アルバムのプロモーションは、3枚目のシングル「Wear My Kiss」のリリース後に終了。アルバムのパフォーマンスが不十分なと広く報告された。 シュガーベイブスはRoc Nationによって落とされ、RCAレコードとCrown MDの合弁事業を通じてSony Musicとの新しい3枚のアルバム契約のためにIsland Recordsを離れることになった。このラインナップは別の曲「Freedom」をリリースすることになっが、バンドの歴史におけるこの時期についての回顧的な報道では、Sweet 7のパフォーマンスの低さが最終的にベラバ、イーウェン、レイジのバージョンのグループの恒久的な休止につながったと指摘。この休止により、元のラインナップ（ブキャナン、ムティア・ブエナ、シオバン・ドナギー）が2012年に再結成し、2019年にシュガーベイブスの名前を取り戻した。

## 背景と制作
アルバムの制作前に、SugababesはJay-ZのレーベルRoc Nationと米国のレコード契約を結んだ。 このアルバムは、主にロサンゼルスとニューヨークでSugababesによって録音され、ロンドンでいくつかのセッションが行われました。 このグループは主にRedOneと協力し、 ライアン・テダー、 スターゲート、 フェルナンド・ガリベイ、 と スミージントンズ。 アルバムの1曲「No More You」はNe-Yoによって書かれた。 ケイシャ・ブキャナンは、この曲をリアーナの「Hate That I Love You」や「Take a Bow」と比較した。 ブキャナンはBBCラジオ1のニューズビートに、このアルバムは「アルバム全体を通して間違いなくイギリスの雰囲気を得た-私たちは離れてファンに『オールアメリカン』になったわけではない」と語った。 ブキャナンは続けて、「それは私たちに再び新鮮なエネルギーを与えてくれたと思う。私たちがやりたかったことの1つは、何か違うものを持って戻ってくることだったと思う。」 彼女はまた、Catfights and Spotlights（2008年）の頃に少女たちが「自己満足」になったことを認めたが、彼らはまた、そのアルバムを非常に誇りに思っていると述べた。
アルバムのファーストシングル「Get Sexy」のリリース後、2009年11月のリリース予定のわずか2か月前に、アメル・ベラバがグループを脱退したことがメディアによって報じられた。 しかし、ブキャナンはグループ内のドラマを否定し、ベラバは「今のところ」メンバーであり続けると主張した。イギリスの2009年ユーロビジョン・ソング・コンテストの出場者であるジェイド・ユーウェンがグループに加わり、ベラバの後任になるという噂が広まり始めた。 2009年9月21日、ブキャナンがバンドを脱退したことが発表された。彼女はTwitterアカウントを通じて、去ることは彼女の決定ではないと述べたが。 ベラバと仲間のハイジ・レンジは後に、ブキャナンのために2人の新しいメンバーを見つけるのではなく、グループの経営陣が彼らに従うことを決定しただけで、彼ら自身がシュガーベイブスを辞めようとしたと述べた。 ブキャナン自身は、このバージョンの出来事を確認しているように、「去ることは私の選択ではなかったが、私の人生の新しい章に入る時が来た。議論、いじめ、またはこれにつながるようなものはなかったことを述べたいと思う。時には、コミュニケーションの中断や信頼の欠如は、さまざまな原因になることがある」
これらの発表と同時に、イーウェンがブキャナンの後任であることも確認され、アルバムのリリースに備えてブキャナンのボーカルの録音を開始するよう招待された。 ブキャナンの退団とイーウェンのグループへの加入の二重発表の直後、イーウェンはSweet 7のセカンドシングル「About a Girl」のミュージックビデオを撮影するためにアメリカに直行した。 2009年11月に追加の新素材が記録された。 ブキャナンは2011年に元メンバーのムティア・ブエナとシオバン・ドナギーと元のシュガーベイブスのラインナップと再会したが、トリオは2019年までシュガーベイブスの名前と商標を取り戻すことはなかった。 ブキャナン、ブエナ、ドナジーはその後すぐに公式カムバックを発表した。 2023年3月、ブキャナンは二度とSweet 7の曲を演奏しないと述べた。

## 曲
「Thank You for the Heartbreak」は、1980年代のエレクトロ影響を受けたエレクトロポップの曲である。
デジタルスパイのデビッド・ボールズは、それを「スナッピーなエレクトロポップナンバー」と表現し、シュガーベイブスの5枚目のスタジオアルバム、Change（2007年）に「かなりうまくスロットした」可能性を指摘した。 デジタルスパイとのインタビューで、グループメンバーのアメル・ベラバは、「Thank You for the Heartbreak」はシュガーベイブスが楽しんでいるアルバムのトラックの1つであると述べ、後にアルバムからの潜在的なシングルと名付けた。 曲の歌詞である「dancing off my tears」に「潜在的な歌詞の事故」があり、ハイジ・レンジは次のように答えた。「私たちがそれを演奏するときに人々がそれを歌いたいのなら、まあ、私たちは文句を言わない！」デジタルスパイのニック・レヴィンは、アルバムの他の「キャラクターのない」トラックと比較して、この曲は「古いシュガーベイブスの勇気を示している」と書いている。 デジタル・スパイのデビッド・ボールズは、この曲は、シュガーベイブスが「今年初めにLAでのレコーディングセッションから最大限の利益を引き出した」ことを示唆しており、彼らは「快適ゾーンからあまり逸脱していない」と述べている。ボールズはまた、「Thank You for the Heartbreak」とアルバムのセカンドシングル「About a Girl」を「新鮮な響き」と「常にグループを際立たせる態度が詰まっている」と表現した。 デイリー・テレグラフのトーマス・H・グリーンは、この曲を「ダウンロード」のカテゴリーに挙げている。 エンターテインメント・アイルランドのローレン・マーフィーは、アルバムの他の「平凡な」トラックと比較して、「マイナーな救い」と「非常に好感が持てる」と表現した。
「She's a Mess」はアップテンポのエレクトロポップソングである。もともと「I'm a Mess」と呼ばれていたグループは、歌詞（「Drinking bottle after bottle / I'm such a mess in that dress / I'm not impressed」など）が暴飲暴食を助長する懸念から、タイトルを変更することにした。しかし、レンジは「かなり生意気な歌詞もありますが、人々はそれらを真剣に受け止めるべきではありません」と述べている。 デジタル・スパイのインタビューで、ベラバはSweet 7の全体的なサウンドについて次のように説明しました。ベラバは「She's a Mess」を例に挙げ、彼女は「他のすべてとは全く違う」と言った。 オールミュージックのジョン・オブライエンは、「適切に命名された「She's a Mess」は、クラブランドのトランスポップフロアフィラーの混沌とした試みである」と書いている。 英国放送協会のアル・フォックスは、アルバムの3枚目のシングル「Wear My Kiss」とともに、この曲を「輝きの光」と呼び、ベラバの「恥ずべき態度」によって救われたと述べた。 スコッツマンのクリストファー・リーは、アルバムの優れたトラックの1つに挙げたが、「他のガールズバンドから来るとあまり変わらないように聞こえなかった」と認めた。デジタル・スパイのニック・レヴィンは、「姉妹関係」がトラックで「完全に見投じられている」と書き、彼はそれを「不十分で女性蔑視的」と表現した。 ホット・プレスのセリーナ・マーフィーは、バルバドスのレコーディング・アーティスト、リアーナが録音した「She's a Mess」が「実際にはかなりパンチの効いたように聞こえるかもしれない」と示唆した。

## クリティカルな受信
| 集計スコア              | 集計スコア |
| ソース                  | 評価       |
| ----------------------- | ---------- |
| Metacritic              | 39/100     |
| Review scores           |            |
| Source                  | Rating     |
| AllMusic                | 星2        |
| Daily Mirror            | 星2        |
| The Daily Telegraph     | 星3        |
| The Guardian            | 星2        |
| The Independent         | 星1        |
| London Evening Standard | 星2        |
| NME                     | 星2        |
| The Scotsman            | 星1        |
| The Times               | 星1        |
| Virgin Media            | 星2        |

Sweet 7は音楽評論家から悪い評価を受けた。主流の批評家からのレビューに与えられた100点満点中の正規化された評価を割り当てている集約サイトMetacriticは、6つのレビューに基づいてアルバムに平均39点のスコアを与えた。これは「一般的に好ましくないレビュー」を示している。と。
オールミュージックのジョン・オブライエンは、このアルバムに5つ星のうち2つ星の評価を与え、このアルバムを「当たり障りのない、魂のない、反復的な出来事」と批判し、「彼ら（シュガーベイブス）が、人事面だけでなく、サウンドとイメージの面でも認識できないことを現している」と認めた。彼は、このアルバムは「感染力のあるフックやクラブに優しいプロダクションに欠かされることはない」が、「同時代の人々とは一線を画す実験的な感性を間違いなく裏切っている」と認めた。デイリー・テレグラフのトーマス・H・グリーンは、このアルバムに5つ星のうち3つ星の評価を与え、「キャッチーで、タラのようなセクシーな、ハイNRGチーズで、ジャムと楽しいスクールディスコとゲイクラブのダンスフロアを保証する」と賞賛した。
ガーディアンのキャロライン・サリバンは、このアルバムを「がっかり」と呼び、バンドのサウンドシフトを批判し、ほとんどのトラックは「レディー・ガガのロボット的なサウンドに縛られている」または「この特定のバンドにとって間違っている」と述べ、アルバムに5つ星のうち2つ星を付けた。インディペンデントのアンディ・ギルは、このアルバムが5つ星のうち1つ星を授与するという、特に好ましくないレビューを与えた。彼はグループのアイデンティティの欠如、特に創設メンバーのブキャナンの喪失を批判し、「シュガーベイブスはついにバンドからブランドに滑り落ちた」と書いている。彼は続けて、「補充政策はトリオの性格とその魅力の両方を侵食した」と述べた。アルバムの品質に関しては、ギルはSweet 7にほとんどが「一般的なディスコストンパー」が含まれていると感じた。
ロンドン・イブニング・スタンダードのリック・ピアソンは、レンジ、ベラバ、イーウェンがアルバムで説得力のない「アイデンティティをつかむ」と書き、5つ星のうち2つを与えた。NMEのアレックス・デニーは10点満点中4点を授与し、Sweet 7は「古き良き時代を待ちわしがる」と書き、「シュガーベイブスから当たり障りのない一貫性以上のものを期待できる時が来た-恥」と書いている。ヴァージンメディアのジョニー・ディーは、Sweet 7に5つ星のうち2つ星を授与しました。彼によると、シュガーベイブスは「すべてのボーカルキャラクターと個性を完全に失っている」とのことである。タイムズのダン・ケアンズはアルバムの曲を批判し、2010年のシュガーベイブスは「栄光の時代を淡いカラオケで模倣している」と書いた。インディペンデントのサイモン・プライスは、このグループが「標準以下のエレクトロポップで憂鬱なほど安全にプレイする」と書き、ラインナップの変更に否定的な反応を示し、「彼ら[シュガーベイブス]は好きなように呼ぶことができますが、ケイシャ、ムティア、シオバンのかかとを満たすことは決してない。終わった。」

## 商業パフォーマンス
Sweet 7はUKアルバムチャートで14位でデビューした。 2000年のデビューアルバム「One Touch」以来、シュガーベイブスの国内最低チャートアルバムとなった。 このアルバムは、チャートへの最後の登場となった翌週、29位下落して43位となった。 アイルランドでは、Sweet 7はアイルランドのアルバムチャートで35位を記録し、これまでにその国で2番目に低いチャートのアルバムになった。このアルバムはスイスのアルバムチャートで92位でデビューし、チャートに失敗したCatfights and Spotlights（2008）を除いて、同国で最下位のチャートアルバムとなった。 Sweet 7はギリシャの国際アルバムチャートで5位でデビューし、2週間チャートにとどまった。

## レガシーとキャリアへの影響
2010年10月までに、Sweet 7のリリースから8か月後、バラバは「神経質な疲労」を理由にバンドから一時休暇を取った。これは、ブキャナンがアルバムのリリース直前に去ったこともある。これにより、英国のリーズで開催されたエアFMショーへのグループの出演を含む、いくつかのパフォーマンスがキャンセルされた。 バラバの休憩には、セカンドシングルのプロモーションに影響を与えた休息とリハビリ施設へのチェックインと、イーウェンのボーカルを公式にフィーチャーした最初のシングルが含まれていた。 Sweet 7のリリース日からほぼ1年、デジタルスパイは、シュガーベイブスがアルバムの売り上げが低迷したため、Roc Nationとの米国レコード契約から外されたと報じた。 これは、ラジオタイムズが2025年に各ラインナップに何が起こったのかを振り返って確認した。 2011年6月、デジタルスパイは、ユニバーサルミュージックのインプリントであるアイランドレコードを去り、ソニーミュージックのレコードレーベルと3枚のアルバム契約を結んだと報じました。これは、今後のノキアモバイルキャンペーンのマーケティングで紹介される「Freedom」というニューシングルのリリースに続くものである。 これは翌月のBBCニュースによって確認され、グループがRCAレコードとクラウンMDとの合弁事業の下で契約すると発表した。
この契約では、2011年9月5日に「Freedom」がリリースされ、その年の後半に付属のアルバムがリリースされることになっていた。 しかし、「Freedom」を除けば、このグループのラインナップでは、他の新しい音楽はリリースされない。 元のメンバー（ブキャナン、ブエナ、ドナギー）が再結成から数年後の2023年、ブキャナンは、Sweet 7に続く当時のラインナップ（ベラバ、イーウェン、レンジ）の休止が、元のメンバーが再び連絡を取るきっかけになったことを確認した。ガーディアン紙によると、オリジナルのラインナップはファンの間で「ほぼ神話的な地位」を獲得し、その後、オリジナルのトリオがムティア・ケイシャ・シオバン（MKS）として再会し、後にシュガーベイブスの名前を取り戻すことにつながった。 また、2023年、ブキャナンはSweet 7の曲を演奏することに興味がないと言い、アルバムはひどいが、これはバンドメンバーやプロデューサーとは何の関係もなく、むしろアルバムはシュガーベイブスのアイデンティティを欠いていることを明らかにした。ブキャナンは、アルバムとそれを作るプロセスが彼女を怖がらせ、アルバムに彼女の声のデモが存在することに不満を抱いたと述べた。

## シングル
「Get Sexy」は2009年8月30日にアルバムのリードシングルとしてリリースされた。創設メンバーのブキャナンによるボーカルをフィーチャーした最後のシングルである。この曲の制作と歌詞を賞賛するレビュアーもいれば、独創的で一般的ではないと却下するレビュアーもいた。この曲は、英国シングルチャートで2位、アイルランドシングルチャートで3位を記録し、オーストラリア、オーストリア、ベルギー、チェコ共和国、ドイツ、スウェーデン、スロバキアのシングルチャートにもランクインした。
イーウェンのボーカルをフィーチャーした最初のシングル「アバウト・ア・ガール」は、2009年11月8日にアルバムのセカンドシングルとしてリリースされました。このシングルはUKシングルチャートで8位、アイルランドシングルチャートでトップ20にランクインしました。
「Wear My Kiss」は、アルバムのリリースの3週間前の2010年2月21日にSweet 7の3枚目で最後のシングルとしてリリースされた。英国とアイルランドでそれぞれ7位と9位でトップ10入りした。

## トラックリスト
| No.      | タイトル                                    | 作詞 | プロデューサー               | 長さ |
| -------- | ------------------------------------------- | --- | ---------------------------- | ---- |
| 1.       | "Get Sexy"                                  | - ブルーノ・マーズ - フィリップ・ローレンス - アリ・レヴァイン - リチャード・フェアブラス - フレッド・フェアブラス - ロブ・マンゾリ | スミージントンズ             | 3:14 |
| 2.       | "Wear My Kiss"                              | - フェルナンド・ガリベイ - マーズ - ローレンス - カルロス・バティ - スティーブン・バティ                                            | ガリバイ                     | 3:44 |
| 3.       | "About a Girl"                              | - マケバ・リディック - ナディール・カヤト                                                                                           | レッドワン                   | 3:28 |
| 4.       | "Wait for You"                              | - ガリバイ - マーズ - ローレンス | ガリバイ                     | 3:54 |
| 5.       | "Thank You for the Heartbreak"              | - ライアン・テダー - ミケル・エリクセン - トー・エリック・ヘルマンセン - クロード・ケリー                                           | スターゲート                 | 3:40 |
| 6.       | "Miss Everything" (featuring Sean Kingston) | - マーズ - ローレンス - レヴィン - ブロディ・ブラウン                                                                               | スミージントンズ             | 3:39 |
| 7.       | "She's a Mess"                              | - マーズ - ローレンス - レヴィン | スミージントンズ             | 3:26 |
| 8.       | "Give It to Me Now"                         | - クリスタル・ジョンソン - レジー・ペリー                                                                                           | シエンス                     | 2:50 |
| 9.       | "Crash & Burn"                              | - ジョナス・イェバーグ - マーカス・ブライアント - ナキシャ・スミス                                                                  | イェバーグ                   | 3:35 |
| 10.      | "No More You"                               | - シェイファー・スミス - エリクセン - ヘルマンセン                                                                                  | - スターゲート - ニーヨ[a]   | 4:15 |
| 11.      | "Sweet & Amazing (Make It the Best)"        | - ロブ・アレン - エリクセン - ヘルマンセン - マーティン・クリーブランド - ベルント・ストレイ                                        | - スターゲート - マーティンK | 3:50 |
| 12.      | "Little Miss Perfect"                       | - ヘルマンセン - エリクセン - ケリー                                                                                                | スターゲート                 | 3:53 |
| 合計時間 | 合計時間                                    | 合計時間 | 合計時間                     | 43:4 |

| No. | タイトル                                       | 作詞                  | プロデューサー                        | 長さ |
| --- | ---------------------------------------------- | --------------------- | ------------------------------------- | ---- |
| 13. | "About a Girl" (The Sharp Boys Extended Remix) | - リディック - カヤト | - レッドワン - ザ・シャープボーイズb] | 7:22 |
| 14. | "About a Girl" (music video)                   |                       |                                       | 4:23 |
| 15. | "Wear My Kiss" (music video)                   |                       |                                       | 3:13 |

ノート
- ^a 共同プロデューサーを示す
- ^b 追加のプロデューサーを意味する

サンプルクレジット
- 「Get Sexy」には、Right Said Fredの1991年の曲「I'm Too Sexy」の挿入が含まれている。[44]

## 職員
Sweet 7のライナーノートから取られたトラックリストとクレジット。
ビジュアル
- StudioBOWDEN – アートディレクション

ボーカルとパフォーマンスのクレジット
| - カルロス・バティ&スティーブン・バティ – バックグラウンドボーカル - アメル・ベラバ – リードボーカル、バックボーカル - ケイシャ・ブキャナン - リードボーカル、バックボーカル - ジェイド・イーウェン – リードボーカル、バックボーカル - ショーン・キングストン – ゲストボーカル | - フィリップ・ローレンス – バックボーカル - アリ・レビン – バックボーカル - ブルーノ・マーズ – バックグラウンドボーカル - ハイジ・レンジ – リードボーカル、バックボーカル |

専門的な
| - マーカス・ジョン・ブライアント – ボーカルプロデューサー、レコーディング - ダニエル・ダビッドセン – ギター - ケビン・K・D・デイビス – ミキサー - リチャード・エッジラー – アシスタント（追加制作/ミキシング用） - マット・フォスター – 録音 - フェルナンド・ガリバイ – プロデューサー、プログラミング、アレンジ - ジョシュ・ホフカーク – アシスタント - ジョナス・イェバーグ– プロデューサー、ボーカルプロデューサー、楽器、レコーディング - クリスタイル・ジョンソン – ボーカルプロデューサー - マーティン"マーティン・K・クリーブランド" – プロデューサー、楽器 - フィリップ・ローレンス – ボーカルプロデューサー（追加-「About a Girl」） - アリ・レヴィン – ミキサー、インストゥルメンテーション、レコーディング - ダミアン・ルイス – エンジニア - ブルーノ・マーズ – ミュージシャン - マズ・ニルソン – ミキサー | - A・J・ヌニェス – アシスタントミキサー - ロバート・オートン – ミキサー - カルロス・オヤネデル – エンジニア - デレク・パックク – 録音 - デイブ・ペンサド – ミキサー - レジー"シエンス"ペリー – プロデューサー - ナディール"レッドワン"カヤット – エンジニア、楽器、プログラミング、ボーカルエディター - マケバ・リディック – ボーカルプロデューサー - ジョニー・セヴェリン – エンジニア、ボーカルエディター - シェイファー"ニーヨ"スミス – 共同プロデューサー - トル・ヘルマンセン、ミケル S.エリクソン（スターゲイト） – プロデューサー、楽器 - マイク・スティーブンス – ボーカルプロデューサー（追加） - ベルント・ルーン・ストレイ – 作家、ギター - フィル・タン – ミキサー - ジェレミー・ウィートリー – ボーカルミキサー（追加） |

## チャート
| チャート (2010年)              | 最高順位 |
| ------------------------------ | -------- |
| ギリシャ版アルバム (IFPI)      | 5        |
| アイルランド (IRMA)            | 35       |
| スコットランド版アルバム (OCC) | 16       |
| スイス (Schweizer Hitparade)   | 92       |
| イギリス版アルバム (OCC)       | 14       |

## リリース歴
| 国             | 発売日        | レーベル        | カタログコード | 脚注   |
| -------------- | ------------- | --------------- | -------------- | ------ |
| ポーランド     | 2010年5月5日  | Universal Music | 060252727295   | [ 48 ] |
| スイス         | 2010年5月5日  | Universal Music | 060252727295   | [ 49 ] |
| オーストリア   | 2010年5月5日  | Universal Music | 060252727295   | [ 50 ] |
| オーストラリア | 2010年5月12日 | Universal Music | 060252727295   | [ 51 ] |
| オランダ       | 2010年5月12日 | Universal Music | 060252727295   | [ 52 ] |
| アイルランド   | 2010年5月12日 | Island          |                |        |
| イギリス       | 2010年5月15日 | Island          | 00602527272955 |        |
| ドイツ         | 2010年5月16日 | Universal Music | 0602527272955  | [ 53 ] |